# Turchhausen
Turchhausen ist eine Wüstung auf der Gemarkung der Ortsgemeinde Altenahr im Landkreis Ahrweiler (Rheinland-Pfalz).

## Geographische Lage
Der Ort lag auf einem Hochplateau auf einer Höhe von 330 m ü. NHN im heutigen Walddistrikt „Auf Turchhausen“ zwischen den Orten Altenahr und Kalenborn.

## Geschichte
Im Mittelalter gehörte Turchhausen zu Altenahr. Es ist nicht überliefert, wann der Ort wüst fiel.

## Die Siedlung
Die Siedlung bestand wahrscheinlich nur aus ein paar einzelnen Gehöften. Es ist davon auszugehen, dass es sich um keinen klassischen Ort handelte.

## Weitere Wüstungen in der Region
- Kranscheid
- Lankshausen
- Engelhäuser Hof
- Hengsberger Hof